# Llista de consellers generals d'Andorra (VII Legislatura)

Composició del Consell al final de la legislatura.
Demòcrata: 15 consellers
Liberal: 3 consellers
Mixt: 10 consellers

Aquesta és una llista dels consellers generals d'Andorra de la VII legislatura (2015-2019). Els membres del Consell General d'Andorra van ser elegits en les eleccions generals del 2015. Al començament de la legislatura es van constituir dos grups parlamentaris: el Demòcrata, amb 15 consellers, i el Liberal, amb vuit. Els consellers del Partit Socialdemòcrata (3) i de Socialdemocràcia i Progrés (2) van integrar-se al Grup Mixt en no arribar al mínim de quatre consellers que demanava el reglament per a constituir grup propi. Avançada la legislatura, el 2017, cinc consellers van abandonar el Grup Liberal i van integrar-se al Grup Mixt, que va passar a ser llavors el segon més nombrós de la cambra, amb 10 membres.
| Grup parlamentari | Grup parlamentari | En la constitució | En la dissolució |
| ----------------- | ----------------- | ----------------- | ---------------- |
|                   | Demòcrata         | 15                | 15               |
|                   | Liberal           | 8                 | 3                |
|                   | Mixt              | 5                 | 10               |
| Total             | Total             | 28                | 28               |

## Consellers

### Sindicatura
|  | Nom                       | Imatge              | Grup parlamentari | Circumscripció     | Legislatures anteriors | Inici mandat       | Fi mandat            | Càrrec                    |
|  | ------------------------- | ------------------- | ----------------- | ------------------ | ---------------------- | ------------------ | -------------------- | ------------------------- |
|  | Vicenç Mateu Zamora       |                     | Demòcrata         | Escaldes-Engordany | I, II, VI              | 23 de març de 2015 | 18 de febrer de 2019 | Síndic General            |
|  | Mònica Bonell Tuset       | Mònica Bonell Tuset | Demòcrata         | Canillo            | VI                     | 23 de març de 2015 | 18 de febrer de 2019 | Subsíndica General        |
|  | Joan Carles Camp Areny    |                     | Mixt              | Nacional           |                        | 23 de març de 2015 | 18 de febrer de 2019 | Secretari de Sindicatura  |
|  | Maria Martisella González |                     | Demòcrata         | Encamp             |                        | 23 de març de 2015 | 18 de febrer de 2019 | Secretària de Sindicatura |

### Resta del Ple
|  | Nom                                     | Imatge                                  | Grup parlamentari  | Circumscripció      | Legislatures anteriors | Inici mandat           | Fi mandat             | Càrrec |
|  | --------------------------------------- | --------------------------------------- | ------------------ | ------------------- | ---------------------- | ---------------------- | --------------------- | --- |
|  | Jordi Alcobé Font                       | Jordi Alcobé Font                       | Demòcrata          | Canillo             |                        | 23 de març de 2015     | 1 d'abril de 2015     | |
|  | Miquel Aleix Areny                      |                                         | Demòcrata          | Escaldes-Engordany  | I, VI                  | 23 de març de 2015     | 18 de febrer de 2019  | President suplent del Grup Demòcrata                                                                                     |
|  | Gerard Alís Eroles                      |                                         | Mixt (PS)          | Nacional            |                        | 23 de març de 2015     | 18 de febrer de 2019  | |
|  | Marc Ballestà Alias                     | Marc Ballestà Alias                     | Demòcrata          | Nacional            |                        | 8 d'octubre de 2015    | 18 de febrer de 2019  | |
|  | Josep Anton Bardina Pau                 |                                         | Demòcrata          | Andorra la Vella    | VI                     | 2 d'abril de 2015      | 18 de febrer de 2019  | |
|  | Ladislau Baró Solà                      |                                         | Demòcrata          | Nacional            | I, II, IV              | 23 de març de 2015     | 18 de febrer de 2019  | President del Grup Demòcrata                                                                                             |
|  | Sílvia Eloïsa Bonet Perot               |                                         | Mixt (Independent) | Nacional            | VI                     | 23 de març de 2015     | 18 de febrer de 2019  | |
|  | Jordi Cinca Mateos                      |                                         | Demòcrata          | Andorra la Vella    | I, VI                  | 23 de març de 2015     | 1 d'abril de 2015     | |
|  | Ferran Costa Marimon                    | Ferran Costa Marimon                    | Liberal            | Nacional            |                        | 23 de març de 2015     | 18 de febrer de 2019  | |
|  | Carles Enseñat Reig                     |                                         | Demòcrata          | Encamp              | V, VI                  | 23 de març de 2015     | 18 de febrer de 2019  | |
|  | Maria Rosa Ferrer Obiols                | Maria Rosa Ferrer Obiols                | Demòcrata          | Andorra la Vella    | I, II, IV              | 23 de març de 2015     | 1 d'abril de 2015     | |
|  | Antoni Fillet Adellach                  |                                         | Demòcrata          | Ordino              |                        | 23 de març de 2015     | 18 de febrer de 2019  | |
|  | Jordi Gallardo Fernàndez                | Jordi Gallardo Fernàndez                | Liberal            | Nacional            |                        | 23 de març de 2015     | 18 de febrer de 2019  | President del Grup Liberal (a partir del desembre del 2017) President suplent del Grup Liberal (març 2015–desembre 2017) |
|  | Sofia Garrallà Tomàs                    |                                         | Demòcrata          | Nacional            | VI                     | 23 de març de 2015     | 18 de febrer de 2019  | |
|  | Rosa Gili Casals                        | Rosa Gili Casals                        | Mixt (PS)          | Nacional            | V, VI                  | 23 de març de 2015     | 18 de febrer de 2019  | |
|  | Carles Jordana Madero                   |                                         | Demòcrata          | Andorra la Vella    |                        | 2 d'abril de 2015      | 18 de febrer de 2019  | |
|  | Pere López Agràs                        | Pere López Agràs                        | Mixt (PS)          | Nacional            |                        | 23 de març de 2015     | 18 de febrer de 2019  | President suplent del Grup Mixt (a partir del gener del 2018) President del Grup Mixt (març 2015–desembre 2017)          |
|  | Josep Majoral Obiols                    |                                         | Mixt               | Sant Julià de Lòria |                        | 23 de març de 2015     | 18 de febrer de 2019  | |
|  | Conxita Marsol Riart                    | Conxita Marsol Riart                    | Demòcrata          | Nacional            | IV                     | 23 de març de 2015     | 4 de novembre de 2015 | |
|  | Antoni Martí Petit                      | Antoni Martí Petit                      | Demòcrata          | Nacional            | I, II, III, VI         | 23 de març de 2015     | 1 d'abril de 2015     | |
|  | Meritxell Mateu Pi                      | Meritxell Mateu Pi                      | Demòcrata          | Ordino              | VI                     | 23 de març de 2015     | 10 d'octubre de 2016  | |
|  | Antoni Missé Montserrat                 |                                         | Demòcrata          | Ordino              |                        | 20 d'octubre de 2016   | 18 de febrer de 2019  | |
|  | Carine Montaner Raynaud                 |                                         | Mixt               | Sant Julià de Lòria |                        | 23 de març de 2015     | 18 de febrer de 2019  | |
|  | Carles Naudi d'Areny-Plandolit Balsells | Carles Naudi d'Areny-Plandolit Balsells | Mixt               | La Massana          |                        | 23 de març de 2015     | 18 de febrer de 2019  | |
|  | Víctor Naudi Zamora                     |                                         | Mixt (SDP)         | Nacional            | IV                     | 23 de març de 2015     | 18 de febrer de 2019  | President suplent del Grup Mixt (març 2015–desembre 2017)                                                                |
|  | Meritxell Palmitjavila Naudí            |                                         | Demòcrata          | Canillo             |                        | 2 d'abril de 2015      | 18 de febrer de 2019  | |
|  | Judith Pallarés Cortés                  | Judith Pallarés Cortés                  | Liberal            | La Massana          |                        | 23 de març de 2015     | 18 de febrer de 2019  | Presidenta suplent del Grup Liberal (a partir del desembre del 2017)                                                     |
|  | Josep Pintat Forné                      |                                         | Mixt               | Nacional            |                        | 23 de març de 2015     | 18 de febrer de 2019  | President del Grup Mixt (a partir del gener del 2018) President del Grup Liberal (març 2015–desembre 2017)               |
|  | Patrícia Riberaygua Marme               |                                         | Demòcrata          | Nacional            | VI                     | 2 d'abril de 2015      | 18 de febrer de 2019  | |
|  | Justo Ruiz González                     |                                         | Demòcrata          | Nacional            |                        | 19 de novembre de 2015 | 18 de febrer de 2019  | |
|  | Martí Salvans Abetlla                   |                                         | Demòcrata          | Nacional            | VI                     | 2 d'abril de 2015      | 8 de juliol de 2015   | |
|  | Jordi Torres Falcó                      |                                         | Demòcrata          | Nacional            | VI                     | 23 de març de 2015     | 1 d'abril de 2015     | |

### Substitucions
|  | Conseller substituït     | Grup      | Baixa      | Motiu | Conseller substitut          | Grup      | Alta       |
|  | ------------------------ | --------- | ---------- | --- | ---------------------------- | --------- | ---------- |
|  | Antoni Martí Petit       | Demòcrata | 1/4/2015   | Deixa vacant l'escó per haver estat elegit cap de Govern.                                                     | Patrícia Riberaygua Marme    | Demòcrata | 2/4/2015   |
|  | Jordi Cinca Mateos       | Demòcrata | 1/4/2015   | Deixa vacant l'escó per haver estat nomenat ministre de Finances.                                             | Josep Anton Bardina Pau      | Demòcrata | 2/4/2015   |
|  | Maria Rosa Ferrer Obiols | Demòcrata | 1/4/2015   | Deixa vacant l'escó per haver estat nomenada ministra de Relacions Institucionals, Afers Socials i Ocupació.  | Carles Jordana Madero        | Demòcrata | 2/4/2015   |
|  | Jordi Alcobé Font        | Demòcrata | 1/4/2015   | Deixa vacant l'escó per haver estat nomenat ministre d'Administració Pública, Transports i Telecomunicacions. | Meritxell Palmitjavila Naudí | Demòcrata | 2/4/2015   |
|  | Jordi Torres Falcó       | Demòcrata | 1/4/2015   | Deixa vacant l'escó per haver estat nomenat ministre d'Ordenament Territorial.                                | Martí Salvans Abetlla        | Demòcrata | 2/4/2015   |
|  | Martí Salvans Abetlla    | Demòcrata | 8/7/2015   | Deixa vacant l'escó per defunció.                                                                             | Marc Ballestà Alias          | Demòcrata | 8/10/2015  |
|  | Conxita Marsol Riart     | Demòcrata | 4/11/2015  | Renuncia a l'escó per a presentar-se a les eleccions comunals del 2015.                                       | Justo Ruiz González          | Demòcrata | 19/11/2015 |
|  | Meritxell Mateu Pi       | Demòcrata | 10/10/2016 | Renuncia a l'escó per motius polítics.                                                                        | Antoni Missé Montserrat      | Demòcrata | 20/10/2016 |